# Ayden Heaven
Ayden Edford Heaven (Enfield, London, 2006. szeptember 22. –) angol utánpótlás-válogatott labdarúgó, a Premier League-ben szereplő Manchester United játékosa.

## Pályafutása

### Klubcsapatokban

#### Utánpótlás évek
Heaven nyolc évesen csatlakozott a West Ham United akadémiájához, ahol négy évet töltött el. Ezt követően 12 évesen elengedték az akadémiáról, egy évig nem talált új klubot. A Fulham érdekelt volt leszerződtetésében, de családja másfél órára lakott az edzőpályától, így ez nem volt opció. Azt követően, hogy részt vett edzéseken a Chelsea-vel is, az Arsenal mellett döntött, amelynek rajongója volt. 11 éves koráig csatárként játszott, amelyet követően szélső lett, majd később középpályás és csak 16 évesen kezdett el középhátvédként játszani Per Mertesacker alatt. 2023 nyarán írta alá első hivatalos utánpótlás-szerződését a csapattal. A 2023–2024-es szezontól, 16 éves korától kezdve esetenként az Arsenal első csapatával edzett.
A 2024-es nyári felkészülési időszakban folyamatosan az első csapattal edzett, egyike volt azon három tehetségnek Myles Lewis-Skelly és Ethan Nwaneri mellett, akiket Mikel Arteta edző külön méltatott. 2024 szeptemberében a cserepadon ült az észak-londoni derbi közben. 2024. október 30-án mutatkozott be, a Preston North End elleni ligakupa-mérkőzésen.

#### Manchester United
Azt követően, hogy a szezon végén lejárt volna szerződése az Arsenalnál, 2025. február 1-én a Manchester United bejelentette Heaven leszerződtetését, a játékost azonnal a felnőtt csapatba helyezte. A játékos 2029-ig írt alá, és a United 1,5 millió fontos kompenzációt fizetett az Arsenalnak a játékos leigazolásáért. Leszerződtetésében érdekelt volt az Eintracht Frankfurt, a Chelsea, az Olympique Marseille és a Barcelona is. 2025. február 7-én szerepelt először a keretben, a padon ülte végig a Leicester City elleni FA-Kupa-mérkőzést. Ebben a kiírásban is mutatkozott be március 2-án, a Fulham elleni nyolcaddöntőben, amelyet egy héttel később Premier League-bemutatkozása követett korábbi csapata, az Arsenal ellen. Csereként állt be a félidőben. 2025. március 13-án játszott először kezdőként, a Real Sociedad elleni Európa-liga-nyolcaddöntő visszavágóján. Kiemelkedően teljesített a mérkőzésen, szakértők méltatták. Márciusban a Leicester City ellen megsérült, már nem sokat játszott az idényben. Első gólját a felnőtt csapatban 2025. május 30-án szerezte meg, egy Hongkong elleni barátságos mérkőzésen.

### A válogatottban
2024 májusában bemutatkozott az U18-as csapatban Észak-Írország ellen. Még ugyanebben az évben az U19-es válogatottban is bemutatkozott.

## Játékstílusa
Heaven egy sokoldalú, ballábas hátvéd, aki a védelem közepe mellett szélén, és akár középpályán is tud játszani.

## Magánélete
Anyja, Lisa, a játékos ügynöke és tinédzserként futó volt, a brit olimpiai csapatba is behívták. Három testvére van, Ariana (2004), Neveah (2021) és CJ (2022). Családja Manchesterbe költözött, mikor a Unitedbe igazolt, eleinte velük élt. Közeli barátja csapattársa, Chido Obi, akivel az Arsenalnál együtt nevelkedtek.

## Statisztika

### Klubcsapatokban
2025. május 25-i állapot szerint.
| Klub              | Szezon           | Bajnokság        | Bajnokság | Bajnokság | Kupa | Kupa  | Ligakupa | Ligakupa | Nemzetközi | Nemzetközi | Egyéb | Egyéb | Összes | Összes |
| Klub              | Szezon           | Liga             | P.        | Gólok     | P.   | Gólok | P.       | Gólok    | P.         | Gólok      | P.    | Gólok | P.     | Gólok  |
| ----------------- | ---------------- | ---------------- | --------- | --------- | ---- | ----- | -------- | -------- | ---------- | ---------- | ----- | ----- | ------ | ------ |
| Arsenal U21       | 2023–2024        | —                | —         | —         | —    | —     | —        | —        | —          | —          | 2     | 0     | 2      | 0      |
| Arsenal U21       | 2024–2025        | —                | —         | —         | —    | —     | —        | —        | —          | —          | 1     | 0     | 1      | 0      |
| Arsenal U21       | Összesen         | Összesen         | —         | —         | —    | —     | —        | —        | —          | —          | 3     | 0     | 3      | 0      |
| Arsenal           | 2024–2025        | Premier League   | 0         | 0         | 0    | 0     | 1        | 0        | 0          | 0          | —     | —     | 1      | 0      |
| Manchester United | 2024–2025        | Premier League   | 4         | 0         | 1    | 0     | —        | —        | 1          | 0          | 0     | 0     | 6      | 0      |
| Manchester United | Összesen         | Összesen         | 4         | 0         | 1    | 0     | 0        | 0        | 1          | 0          | 0     | 0     | 6      | 0      |
| Karrier összesen  | Karrier összesen | Karrier összesen | 4         | 0         | 1    | 0     | 1        | 0        | 1          | 0          | 3     | 0     | 10     | 0      |

1. 1 2  Pályára lépések az EFL Trophyban
2. ↑  Pályára lépések az Európa-ligában